# Albrecht Mendelssohn Bartholdy

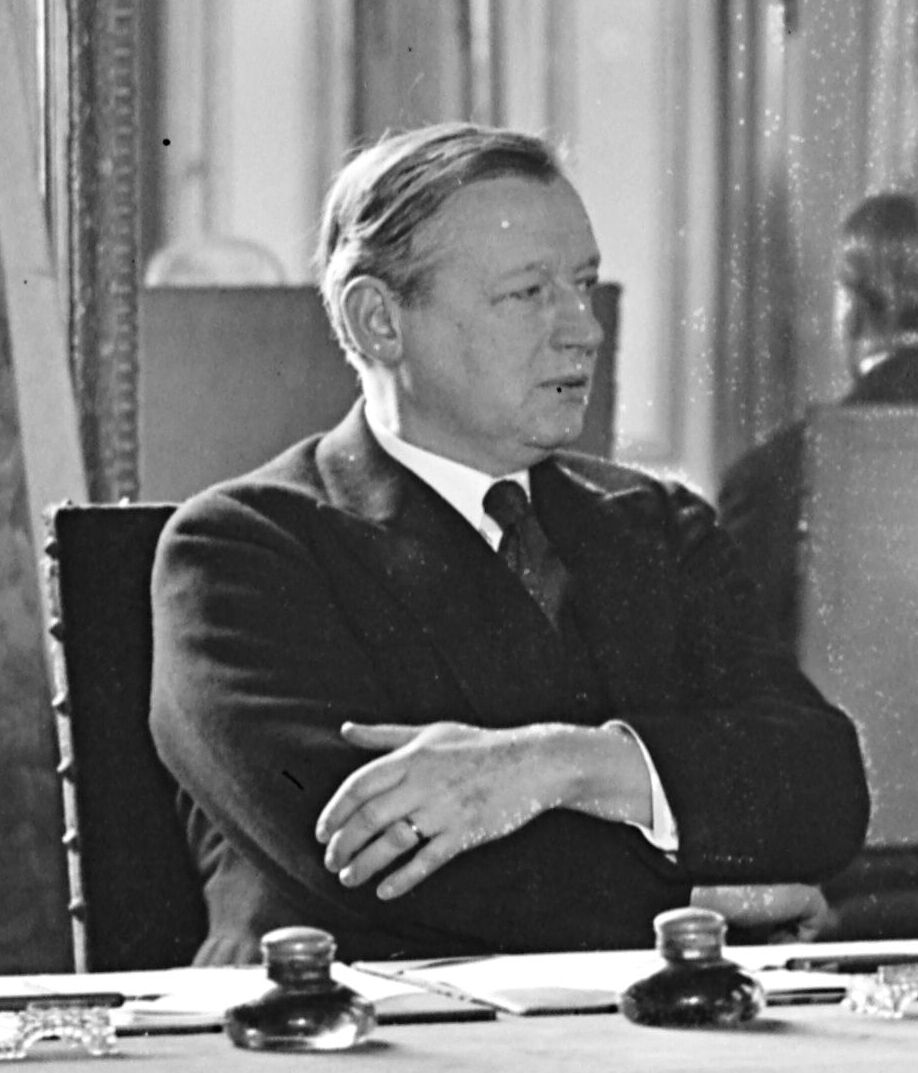
Albrecht Mendelssohn Bartholdy (1933)

Albrecht Mendelssohn Bartholdy (* 25. Oktober 1874 in Karlsruhe; † 26. November 1936 in Oxford) war ein deutscher Politikwissenschaftler und Rechtswissenschaftler mit dem Spezialgebiet Völkerrecht.

## Leben
Albrecht Mendelssohn Bartholdy war ein Enkel des Komponisten Felix Mendelssohn Bartholdy und ein Sohn des Historikers Karl Mendelssohn Bartholdy aus dessen Ehe mit Mathilde, geb. Merkl (1848–1937). Er studierte Rechtswissenschaften an der Universität Leipzig, an der Universität Heidelberg und an der Ludwig-Maximilians-Universität München, unter anderem bei Adolf Wach. In Leipzig wurde er 1898 mit einer Dissertation zum Thema Beiträge zur Auslegung des § 72 der Civil-Prozeß-Ordnung promoviert. Er habilitierte sich 1900 mit einer Arbeit über Grenzen der Rechtskraft.
Im März 1905 heiratete er seine Cousine Dorothea Wach (* 8. Juni 1875 in Bonn; † 18. August 1949 in Oxford), genannt Dora, eine Tochter Adolf Wachs. Das Paar hatte keine eigenen Kinder und adoptierte die Mädchen Lea (1916–2010, verheiratete Stauffer) und Brigitte (1920–2005).
Im April 1905 erhielt er an der Universität Leipzig eine Außerordentliche Professur für Internationales (Privat-)Recht, wechselte aber schon im Oktober desselben Jahres nach Würzburg, wo er Nachfolger von Ernst Jaeger wurde. 
1920 erhielt er schließlich eine Berufung zum Ordentlichen Professor für Zivilprozess, Auslandsrecht und Rechtsvergleichung an die Universität Hamburg. Dort gründete er 1922 als erste deutsche politikwissenschaftliche Forschungseinrichtung das Hamburger Institut für auswärtige Politik, das unter anderem von den Warburg-Bankiers finanziert wurde, und baute gleichzeitig das Amerika-Institut auf. Er setzte sich entschieden für die Revision des Versailler Vertrages ein und war auch einer von Deutschlands Vertretern bei den Pariser Friedensvertragsverhandlungen. 1925 wurde er als deutscher Richter in das Haager Schiedsgericht zur Auslegung des Dawes-Plans, seit 1929 des Young-Plans berufen. Ab 1931 vertrat er das Deutsche Reich beim Völkerbund.
Von 1928 bis 1933 war er unter anderem gemeinsam mit Otto Opet und Julius Magnus Herausgeber des renommierten Archivs für Urheber-, Film- und Theaterrecht (UFITA). Durch Vorträge unterstützte er den Weltbund für Freundschaftsarbeit der Kirchen.
Während seiner Hamburger Jahre besaß Mendelssohn Bartholdy ein Bauernhaus in Ohlstedt, das am 4. April 1929 durch ein Feuer zerstört wurde. Es wurde danach wieder aufgebaut.
Im September 1933 wurde Mendelssohn Bartholdy wegen seiner jüdischen Herkunft in den Ruhestand versetzt. Am 18. November 1933 sprach der in Bedrängnis geratene Mendelssohn Bartholdy bei William E. Dodd vor, der zu diesem Zeitpunkt als Botschafter der Vereinigten Staaten von Amerika in Berlin amtierte. Dodd versuchte, sich für Mendelssohn Bartholdy, den er sehr schätzte, zu verwenden und korrespondierte in dieser Angelegenheit noch am selben Tage mit dem Carnegie-Institut in New York, um eine zweijährige Gehaltsbewilligung für Mendelssohn Bartholdy zu erwirken.
Am 1. Januar 1934 wurde er zudem zum Rücktritt als Leiter des Instituts für auswärtige Politik gezwungen und emigrierte im gleichen Jahr nach Großbritannien. Hier wirkte er als Senior fellow am Balliol College in Oxford bis zu seinem Tod. Bibliothek und Archiv des Hamburger Instituts wurden beschlagnahmt und der Schirmherrschaft des Außenministers Ribbentrop unterstellt; es wurde dann mit dem neugegründeten Deutschen Institut für außenpolitische Forschung in Berlin vereint.
Albrecht Mendelssohn Bartholdy war ein hervorragender Pianist und betätigte sich auch als Komponist von Liedern. Daneben veröffentlichte er Gedichte und verfasste ein Opernlibretto. Über seine Frau kam er überdies in den Besitz der gesamten, 27 Bände umfassenden, Korrespondenz seines Großvaters Felix Mendelssohn Bartholdy, aus der er hin und wieder Auszüge veröffentlichte. Sie gelangte nach seinem Tod – er starb 1936 an Magenkrebs – in die Bodleian Library in Oxford.

## Ehrungen
Die Rechtswissenschaftliche Fakultät der Universität Hamburg hat im Jahr 2012 in Erinnerung an einen der Gründer der rechtswissenschaftlichen Forschung in Hamburg ein strukturiertes Doktorandenkolleg unter dem Namen Albrecht Mendelssohn Bartholdy Graduate School of Law ins Leben gerufen.
Ebenfalls 2012 wurde in Hamburg ein Studentenwohnheim, das Albrecht-Mendelssohn-Bartholdy-Haus, nach ihm benannt.

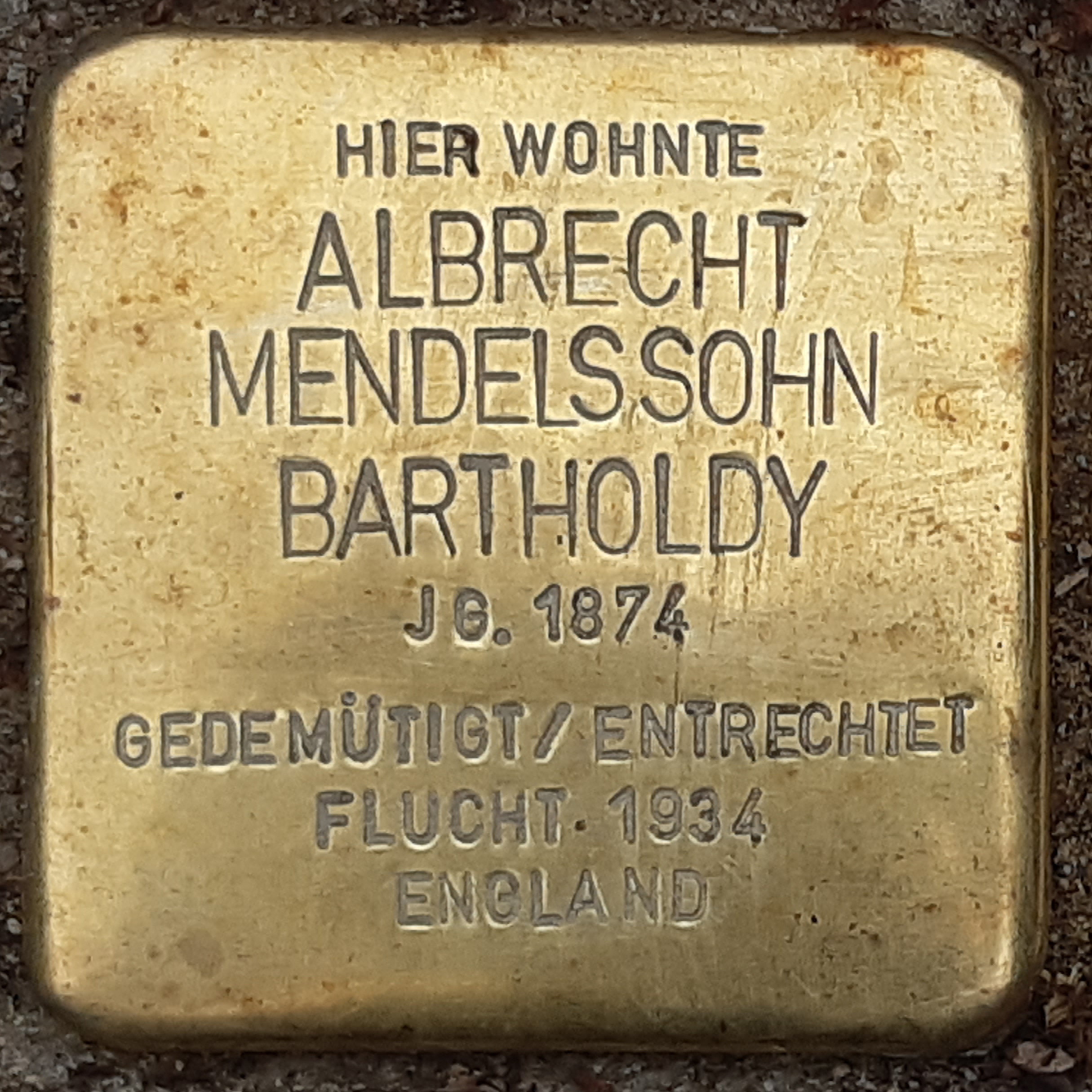
Stolperstein für Albrecht Mendelssohn Bartholdy

Vor seinem Wohnhaus am Ohlstedter Platz 24 in Hamburg-Wohldorf-Ohlstedt liegen seit Frühjahr 2025 zwei Stolpersteine für ihn und seine Frau.

## Schriften (Auswahl)
- Das Imperium des Richters, Straßburg: Trübner, 1908
- Englisches Recht, 1909
- Internationales Strafrecht, 1910
- Der irische Senat, Leipzig: Meiner, 1913
- Zivilrechtspflege. In: Handbuch der Politik, Berlin und Leipzig 1914
- Das deutsche Wesen in Regers Werk, Würzburg: Banger, 1916
- Bürgertugenden in Krieg und Frieden, Tübingen: Mohr, 1917
- Der Völkerbund, 1918
- Der Volkswille, 1919
- Vom Völkerbund und der öffentlichen Meinung, Stuttgart: Deutsche Verlags-Anstalt, 1923
- Erinnerung an Max Reger, Zürich: Orell, 1924
- Diplomatie, 1927
- Ein- oder Zweikammersystem? In: Handbuch der Politik, Berlin und Leipzig 1914

Als Herausgeber
- Akten des Auswärtigen Amtes (Die Grosse Politik der europäischen Kabinette), 40 Bände, 1922 bis 1927
- Europäische Gespräche, Zeitschrift, 1922 bis 1933

## Künstlerische Werke (Auswahl)
- Schmetterlinge. Gedichte, Göttingen: Dieterich, 1896
- Mopsus. Eine Faunskomödia in zwei Aufzügen nach Maler Müllerʹs Idylle für sechs Solostimmen und Chor mit Klavierbegleitung, Constanz: Pecht, ca. 1898
- Der Simplicius, Libretto zur gleichnamigen Oper von Hans Huber, Leipzig: Kistner, 1899
- Vier Gedichte von Robert Piloty für eine Singstimme mit Klavierbegleitung, Leipzig: Brandstetter, 1907
- Sieben Lieder von Hans Christian Andersen, Martin Opitz, Hans Hopfen, Karl Stieler, Robert Piloty, Clemens Brentano und Theodor Storm für eine Singstimme mit Klavierbegleitung, Leipzig: Selbstverlag, 1908